# Джунгарська брама

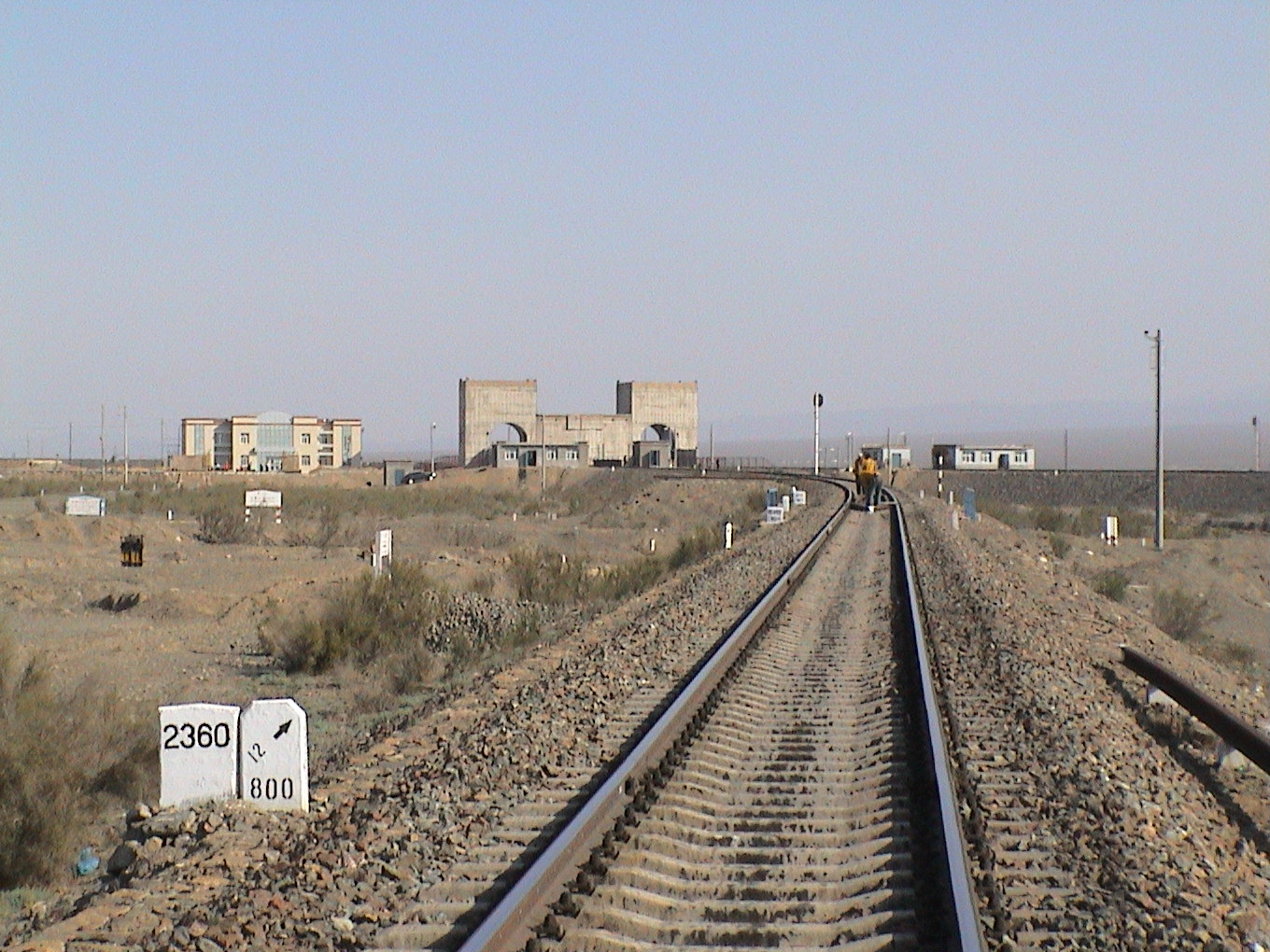
Станція Алашанькоу, розташована перед проходом з китайського боку.

Джунгарська брама— вузька тектонічна ущелина, гірський прохід між Джунгарським Алатау із заходу і хребтом Барлик зі сходу, сполучає Балхаш-Алакольську улоговину і Джунгарську рівнину. Є плоским і широким (понад 10 км) коридором завдовжки близько 50 км, по якому проходить державний кордон між Казахстаном і Китаєм. Висота 300—400 м. При вході до брами розташовуються озера Алаколь (з півночі) і Ебі-Нур (з півдня). У північній частині самого проходу знаходиться невелике озеро Жаланашколь, в південній — станція Алашанькоу Ланьчжоу-Синьцзянської залізниці.

## Клімат
Клімат регіону посушливий, переважають напівпустельні ландшафти. Завдяки своїй вузькій і довгій формі Джунгарська брама утворює природну аеродінамічну трубу. У проході повітря стискується і відповідно до законом Бернуллі прискорюється, через що утворюються ураганні вітри (до 70 м/с). Сухий південно-східний вітер, що лютує в холодну пору року називається «Ібе». З метою здобуття економічної вигоди з метеорологічних особливостей району Казахстан планує побудувати біля озера Алаколь вітроелектростанцію.

## Історія
Джунгарська брама спрадавна використовувалася як транспортна дорога номадами Центральної Азії і Казахстану. Через браму проходив Великий шовковий шлях, на початку XIII століття Чингісхан використовував його для завоювання Середньої Азії. 13 серпня 1969 року в районі Джунгарської брами стався прикордонний конфлікт між радянськими прикордонниками і китайськими військовослужбовцями.
У 1991 році через прохід була побудована залізниця, найкоротший шлях, що зв'язав транспортні мережі Європи і Азії. Залізниця проходить через Актогай, Достик, Алашанькоу і Урумчі.